# Stheven Robles
Stheven Adán Robles Ruiz  (Ciudad de Guatemala; 12 de noviembre de 1995) es un futbolista guatemalteco. Juega de centrocampista y su equipo actual es el Comunicaciones Fútbol Club de la Liga Nacional de Guatemala. Es internacional absoluto por la selección de Guatemala desde 2019.

## Trayectoria
Formado en las inferiores del Comunicaciones, Robles fue promovido al primer equipo en la temporada 2014-15. Ganó su primer título con el club esa temporada.

## Selección nacional
Debutó  por la selección de Guatemala el 9 de junio de 2019 ante Paraguay por un amistoso.

### Participaciones en copas continentales
| Copa                      | Sede                    | Resultado                  |
| ------------------------- | ----------------------- | -------------------------- |
| Copa Oro de Concacaf 2021 | Estados Unidos          | Fase de grupos             |
| Copa Oro de Concacaf 2023 | Estados Unidos · Canadá | 4tos de Final              |
| Copa Oro de Concacaf 2025 | Estados Unidos          | Semifinales (Tercer lugar) |

## Estadísticas
Actualizado al último partido disputado el 22 de mayo de 2023.
| Club                       | Div.          | Temporada     | Liga  | Liga  | Copas nacionales | Copas nacionales | Copas internacionales | Copas internacionales | Total | Total |
| Club                       | Div.          | Temporada     | Part. | Goles | Part.            | Goles            | Part.                 | Goles                 | Part. | Goles |
| -------------------------- | ------------- | ------------- | ----- | ----- | ---------------- | ---------------- | --------------------- | --------------------- | ----- | ----- |
| Comunicaciones · Guatemala | 1.ª           | 2014-15       | 7     | 0     | —                | —                | —                     | —                     | 7     | 0     |
| Comunicaciones · Guatemala | 1.ª           | 2015-16       | 20    | 0     | —                | —                | —                     | —                     | 20    | 0     |
| Comunicaciones · Guatemala | 1.ª           | 2017-18       | 9     | 0     | —                | —                | —                     | —                     | 9     | 0     |
| Comunicaciones · Guatemala | 1.ª           | 2018-19       | 20    | 0     | —                | —                | —                     | —                     | 20    | 0     |
| Comunicaciones · Guatemala | 1.ª           | 2019-20       | 30    | 4     | —                | —                | 6                     | 0                     | 36    | 4     |
| Comunicaciones · Guatemala | 1.ª           | 2020-21       | 35    | 2     | —                | —                | 1                     | 0                     | 36    | 2     |
| Comunicaciones · Guatemala | 1.ª           | 2021-22       | 47    | 0     | —                | —                | 9                     | 0                     | 56    | 0     |
| Comunicaciones · Guatemala | 1.ª           | 2022-23       | 39    | 2     | —                | —                | 4                     | 0                     | 43    | 2     |
| Comunicaciones · Guatemala | 1.ª           | 2023-24       | 33    | 0     | —                | —                | 0                     | 0                     | 0     | 0     |
| Comunicaciones · Guatemala | Total club    | Total club    | 240   | 8     | 0                | 0                | 20                    | 0                     | 227   | 8     |
| Carchá · Guatemala         | 1.ª           | 2016-17       | 9     | 0     | —                | —                | —                     | —                     | 9     | 0     |
| Carchá · Guatemala         | Total club    | Total club    | 9     | 0     | 0                | 0                | 0                     | 0                     | 9     | 0     |
| Total carrera              | Total carrera | Total carrera | 216   | 8     | 0                | 0                | 20                    | 0                     | 236   | 8     |

## Palmarés

### Títulos nacionales
| Título                     | Club           | País      | Año           |
| -------------------------- | -------------- | --------- | ------------- |
| Liga Nacional de Guatemala | Comunicaciones | Guatemala | Clausura 2015 |
| Liga Nacional de Guatemala | Comunicaciones | Guatemala | Clausura 2022 |

## Primeros años de vida
Nació en la Zona 18 de la Ciudad de Guatemala, en el barrio Villas, un lugar controlado por pandillas donde los niños corren y disfrutan de los callejones. Todos se conocen, saben los movimientos de los vecinos y saben quiénes están en los grupos organizados.
A Stheven, el pequeño de tres hermanos, lo cuidó Sandra, su mamá, quien temía que lo fueran a llamar a la pandilla, así que cada vez que iba a las canchas de tierra, ella estaba con él y regresaban juntos a casa.
Su primer equipo fue Galácticos, que jugaba en la Liga de la Zona 18. Su amigo Walfredo Cruz lo llevó y siempre le decía: “Estoy seguro que jugarás en uno de los mejores equipos”, por lo que nunca dejó de insistirle para que fuera a pruebas con los clubes porque sabía que llegaría el momento.
Cuando tenía 12 años, nadie podía detenerlo. "Me escapaba de casa para jugar", dice Robles, que empezó como delantero, pero luego pasó a lateral derecho o lateral.
Walfredo siempre lo acompañaba, pagaba su transporte público y su comida, pues la familia Robles no tenía medios para viajar a lugares lejanos.
A los 15 años, Robles acudió a una prueba para Comunicaciones donde el técnico argentino Jorge Miguel Sumich lo eligió para quedarse en la categoría sub-17, que en ese entonces dirigía Mario Acevedo, pero solo estuvo dos días, ya que fue ascendido a entrenar con la selección mayor.
En ese momento, Robles estaba en su cuarto año de secundaria, pero decidió abandonar sus estudios.
“Me levantaba temprano para ir a la escuela y luego me iba a entrenar. Regresaba hasta las 8 de la noche y hubo muchas veces que pasaba todo el día sin comer”, recuerda. 